# Карпатський рейнджер
«Карпатський рейнджер» — український 24-серійний гостросюжетний детективний телесеріал. Телесеріал створено компанією «ТЕТ Продакшн» на замовлення телеканалу «2+2». Шоуранером телесеріалу виступив Андрій Бабік, режисером — Сергій Крутін.
Прем'єра першого сезону телесеріалу відбулася 24 лютого 2020 року на телеканалі «2+2».

## Сюжет
Чесний та принциповий штаб-сержант канадської королівської кінної поліції українського походження Пол Гордійчак прибуває до Західної України. Він має працювати інструктором програми «Український шериф». Але після завершення навчання штаб-сержант опиняється в епіцентрі страшних подій — кілер, який повинен його вбити, випадково влучає в майбутнього шерифа містечка Нагура…
У справжнього педантичного правоохоронця Гордійчака не було сумнівів попрацювати в Україні. Він приймає пропозицію і тимчасово стає шерифом Нагури, аби знайти вбивцю. Він працює з новим напарником Степаном Фоміним, який не радий цьому. Але вже зовсім скоро канадець розуміє, що спокійне і мальовниче прикордонне містечко біля підніжжя Карпат, яким на перший погляд виглядає Нагура, є справжнім осередком злочинності. Тут процвітає незаконна вирубка лісів, контрабанда, нелегальна міграція, а злочинці залишаються без покарання.

## У ролях

### У головних ролях
- Артемій Єгоров — шериф Пол Гордійчак, родом з Канади
- Дмитро Сова — напарник шерифа Степан Фомін, родом з Луганська (озвучує Андрій Федінчик)
- Дарія Єгоркіна — лікарка Катерина Горбач, кохана жінка Гордійчака
- Дарія Плахтій — помічниця шерифа Мирослава Смалій, кохана жінка Фоміна

### У другорядних ролях
- Остап Ступка — заступник міністра Скачко
- Валерій Астахов — майор Бузько
- Костянтин Корецький — капітан Коров'як
- Олексій Смолка — голова ОТГ Вознюк
- Геннадій Попенко — майор Антонов
- Анатолій Зіновенко — директор клубу
- Слава Красовська — фермерка Оксана
- Андрій Твердак — читає закадровий текст

## Реліз
Показ першого сезону телесеріалу розпочався 24 лютого 2020 року на телеканалі «2+2».

## Виробництво

### Кошторис
У вересні 2018 року кінопроєкт з тодішньою назвою Рейнджер став одним із переможців патріотичного пітчингу Мінкульту. Загальний кошторис телесеріалу склав ₴35,0 млн, а держава профінансувала ₴17,6 млн (50 %).

### Фільмування
Павільйонні зйомки тривали півроку, починаючи з травня 2019 року та відбувалися у павільйонах на декількох основних локаціях в Києві та області. З локаціями допомагало МВС, надаючи також обладнання та консультації. Натурні зйомки серіалу тривали всього декілька тижнів та відбувалися в Карпатах — Рахові, Татарові, Микуличині, Яремчі та інших містах Івано-Франківської та Закарпатської областей.
Для зйомок бойових сцен, перестрілок, епізодів з погонями на авто і конях, були задіяні більше 30 професійних каскадерів і дублерів.

### Мова телесеріалу
Коли проєкт з тодішньою робочою назвою «Рейнджер» виграв патріотичний пітчинг Міністерства культури у 2018 році, творці зобов'язувалися телесеріал зняти повністю українською. В кінцевому ж варіанті, вирішили зробити другого головного героя (Степан Фомін) російськомовним. Відтак, телесеріал не повністю україномовний, а 50/50 російськомовний та україномовний а-ля Тарапунька й Штепсель і один з двох протагоністів україномовний (Пол Гордійчак), а інший — російськомовний (Степан Фомін), якого озвучив український актор Андрій Федінчик.

## Сезони та епізоди
| Сезон | Сезон | Епізоди | Оригінальні покази | Оригінальні покази |
| Сезон | Сезон | Епізоди | Прем'єра           | Фінал              |
| ----- | ----- | ------- | ------------------ | ------------------ |
|       | 1     | 24      | 24 лютого 2020     | 7 квітня 2020      |